# Robotten er blød
|  | Denne artikel er oprettet af botten Steenthbot ud fra en ekstern database. Den kan derfor have sproglige fejl eller mangler. Denne skabelon kan fjernes efter kontrol af indholdet. |

Robotten er blød er en dansk dokumentarfilm fra 1985 instrueret af Jens Christian Grøndahl og efter manuskript af Per Holst.

## Medvirkende
- Eddie Karnil
- Kirsten Saerens